# Langå (Nyborg)
Langå is een plaats in de Deense regio Zuid-Denemarken, gemeente Nyborg. De plaats telt 202 inwoners (2016).

## Station

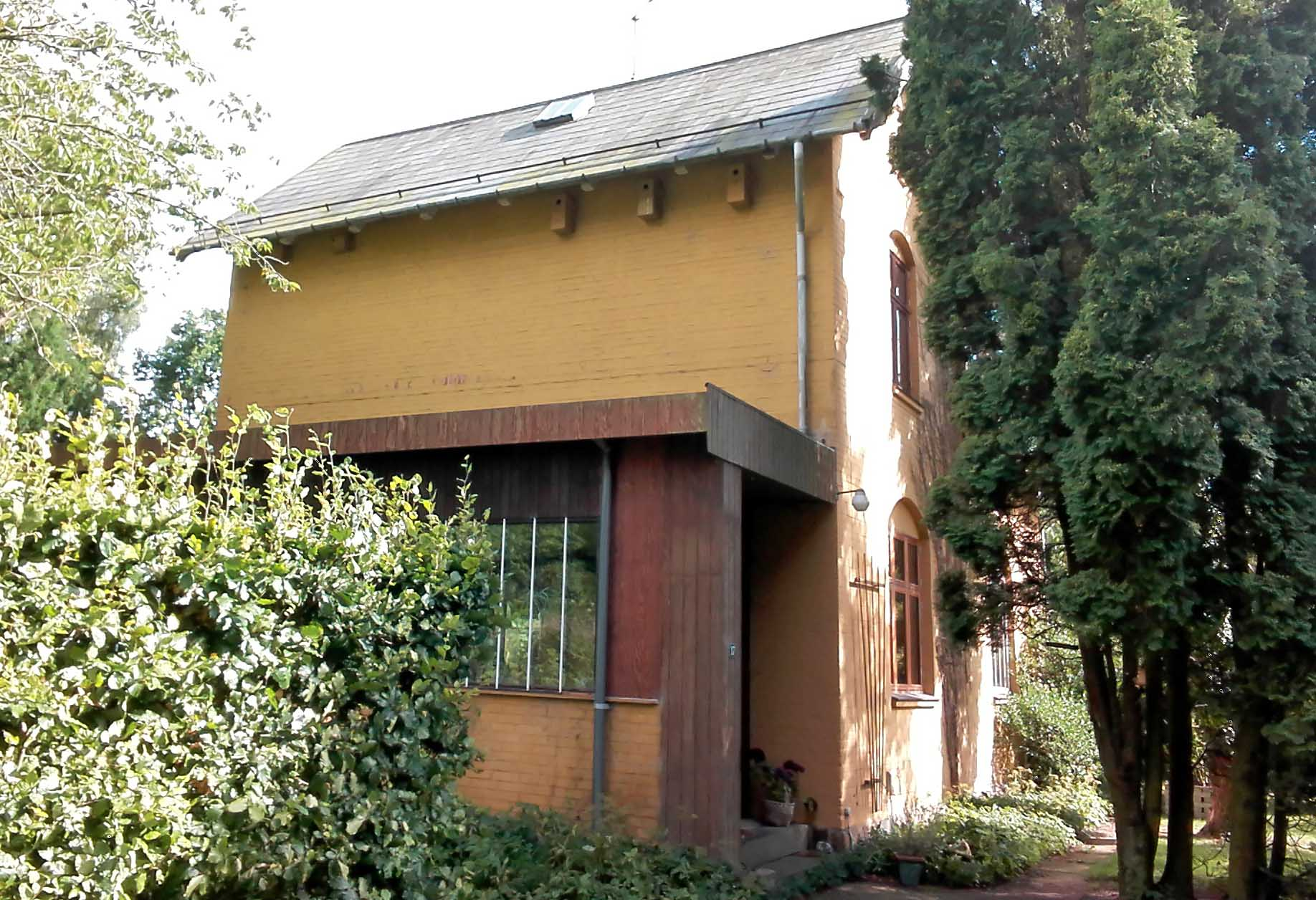
Voormalig station

Langå ligt aan de voormalige spoorlijn Svendborg - Nyborg. De laatste trein reed in 1964. Het stationsbeouw is nog steeds aanwezig. Omdat er op Jutland al een station Langå bestond werd het station op Funen Rygaard genoemd.